# Re-Animated Dead Flesh
Re-Animated Dead Flesh är det amerikanska death metal-bandet Morticians femte studioalbum. Albumet gavs ut 2004 av skivbolaget Mortician Records.

## Låtförteckning
1. "Werewolves Curse" – 3:08
2. "Burned Alive" – 0:48
3. "Bludgeoned" – 1:11
4. "Merauding Savages" – 2:09
5. "Skinned" – 0:56
6. "Human Beasts" – 2:00
7. "Bloodsoaked Carnage" – 0:49
8. "Unseen Force of Death" – 3:36
9. "Torn Apart" – 0:48
10. "Axe" – 2:23
11. "Punishment" – 2:16
12. "Re-Animated Dead Flesh" – 2:37
13. "Buzzards" – 0:52
14. "Madman Marz" – 1:43
15. "Return to the Grave" – 2:24
16. "Dismembered" – 0:57
17. "The Dead Pit" – 2:02
18. "Crazed for Blood" – 0:49
19. "Slugs" – 1:30
20. "Claws of Death" – 1:04
21. "Mass Destruction" – 1:28
22. "Be My Victim" – 3:54

## Medverkande
Musiker (Mortician-medlemmar)
- Will Rahmer – basgitarr, sång
- Roger J. Beaujard – gitarr, trumprogrammering

Produktion
- Mortician – producent, ljudtekniker, ljudmix, mastering
- Mike Hrubovcak – omslagskonst